# 沙烏地阿拉伯與大規模殺傷性武器
沙烏地阿拉伯的大規模殺傷性武器一直以來是國際專家研究的隱藏性課題，但是至今沒有證據證明沙國擁有核武、生物武器或濃縮鈾工廠，然而其巨大產油國的地位使它有能力和影響力擁有核武，首先其有足够的资金提供經濟基礎，第二是中東複雜局勢和以色列、伊朗問題使美國很難與其全面決裂，第三是石油居全球戰略物資地位，無法想像任何國家能對沙國經濟制裁。所以一旦它開啟核武研究和決定擁有核彈將是西方國家難解的命題。

## 核武
從1970年代伊斯兰合作组织開始運轉以來，沙特就和核武國巴基斯坦有大量交往，也有證據證明巴基斯坦核武計畫有沙特王室資金支持，20世紀80年代核武成功研製後，巴基斯坦軍法管制首席執行官兼總裁Zia-ul將軍進行沙烏地阿拉伯國事訪問，他私下告訴國王說： “我們的成績也是你的” ，此一說法透漏後引起國際無限猜想。1998年6月沙特國防大臣蘇爾坦親王還前往參觀核武研究中心。1994年時還有傳言指出沙特援助伊拉克核武研究設施，然而此一事件遭美國國務院低調處理後不了了之。

2012年中國總理溫家寶訪問沙特，達成了核能協議，預計2030年以前幫助建造16座核電廠。另一方面2007年起就有傳言东风-21中程弹道导弹被沙烏地阿拉伯選中作為21世紀進攻性武器，然而雙方都不承認此一事實，2014年9月在一場新聞發佈會上沙烏地阿拉伯聯合軍事委員會顧問才證實，已經裝備东风-21，美《新聞周刊》認為六七年前的傳言階段可能是最初的交貨與人員訓練協約，至今完全公開可能代表沙特已經完成全部的訓練、後勤並佈署相當數量產生初始戰備能力，此時公開也有意震攝伊斯蘭國組織的武裝勢力，詳細和中國的合作可能還包含衛星偵查和定位服務，甚至包含使用北斗衛星定位系統，這也代表了一個隱含意義就是沙特军方不再完全依賴美國系統，當有一天在特定情況下美國的GPS系統不提供軍用精度支援時，沙軍的東風21依然可以使用，整個軍隊的自主性逐漸擺脫受制於美。目前究竟沙烏地阿拉伯購買了哪一型東風21還未知，也有可能是特製型號，是否購買了美國最關注的D型反航母飛彈也是未知。但不論如何該型飛彈可以隨時改裝成小型核武載具，進行對地或對海攻擊。
在2013年11月BBC新聞之夜節目聲稱獲得消息，沙特投資了巴基斯坦的新核武器項目，並相信它可以隨意獲得核彈。新聞中表示在該年早些時候，北約高級決策者告訴Mark Urban的高級外交和防務主編，他曾見過情報報告說，沙特阿拉伯委託巴基斯坦製造的核武在隨時準備交付狀態。 2013年10月以色列軍事情報的前負責人告訴記者，在瑞典的一個會議上沙特人員說，如果伊朗得到核彈，我們將在一個月內也得到核武。他們已經支付了炸彈所有費用，他們將派人前往巴基斯坦，當場就能帶回核彈。 自2009年以來，沙特國王阿卜杜拉警告來訪的美國中東特使丹尼斯·羅斯，如果伊朗越過門檻， “我們會得到核武器” ，此一信號不斷在外交場合被強調，2013年3月總統歐巴馬的反核武擴散顧問告訴BBC新聞之夜：「我確實認為，沙特相信，他們有與巴基斯坦的核武協定，在極端情況下，他們會聲稱擁有巴基斯坦製造的核武器。」

## 其他問題
- 雖然沙烏地的石油居全球戰略物資地位，但是2014年以後的低油價讓沙烏地面臨財政危機，還有人直言沙國若不減產、使油價上升，2020年之前可能破產，屆時這個國家的未來也不得而知，如果沒有考慮就冒險改革（如主權基金）[5]就有倒下的危險。[6]
- 沙烏地的後續行為（也门内战 (2014年至今)、不當金援埃及、行為惹惱及歧視什葉派等），讓歐盟、美國已萌生對該國實施武器禁運的想法，藉以達到該國及胡塞武裝組織停火。[7][8]但是2016年英國脫離歐盟的結果為脫歐派勝利可能讓中東和平、以阿和平、沙伊交好的理想破滅，因為沙烏地及以色列的武器主要由美國和英國購買，而英國脫離歐盟就不必再受到歐盟現有或之後的武器禁運政策。
- 2015年至今，極力反對伊朗核子協議[9][10]、敘利亞內戰的分歧[10][11]、美國公布911事件的完整報告[12]等，讓美國及沙烏地的關係降到冰點。
- 很多組織（國際特赦組織、人權觀察等）批評沙烏地不良的地方（其中有些與伊朗類似），甚至說賣給沙烏地武器是錯誤的、直言美國為石油無視人權爭議等，使美國對沙烏地的外交造成壓力。[8]
- 如果以上述的其中的一個理由對沙烏地實施石油大規模限制該國石油出口甚至禁運，將會直接造成下一次的石油危機，雖然2014年以後處於低油價，但是石油禁運直接重創沙烏地的經濟（屆時中東也會更動盪），是美國不願因為沙烏地種種問題而與之決裂的重要原因。